# 歴史時代作家クラブ
歴史時代作家クラブ（れきしじだいさっかクラブ）は、日本の歴史小説作家、時代小説作家、編集者の親睦団体。

## 概要
2011年4月に発足。名誉会長兼顧問は津本陽、代表幹事は岳真也だったが、のち藤原緋沙子。
発足時の正会員は約80名。歴史・時代小説の隆盛と育成に尽力している。2012年から毎年、歴史時代作家クラブ賞を主催している。
2019年5月に組織名を「日本歴史時代作家協会」と改称。代表理事・藤原緋沙子のもと、三田誠広、高橋克彦、夢枕獏を顧問に迎え新たな一歩を踏み出す。

## 歴史時代作家クラブ賞
歴史時代作家クラブ賞は、歴史・時代文学の発展と才能の発掘を目的として創設された。歴史・時代小説作家の会員によるアンケートで候補を選び、文芸評論家らで構成する選考委員会で受賞作が決定される。授賞式は、東京都新宿区の日本出版クラブ会館で開催される。第8回 (2019年度) 以降は主催が日本歴史時代作家協会となり、名称も日本歴史時代作家協会賞に変更された。

### 受賞作一覧
| 回（年）         | 賞                     | 受賞者     | 受賞作                                  | 刊行                                                            |
| ---------------- | ---------------------- | ---------- | --------------------------------------- | --------------------------------------------------------------- |
| 第1回 （2012年） | 【新人賞】             | 【新人賞】 | 【新人賞】                              | 【新人賞】                                                      |
| 第1回 （2012年） | 受賞                   | 野口卓     | 『軍鶏侍』                              | 2011年2月 祥伝社文庫                                            |
| 第1回 （2012年） | 【シリーズ賞】         |            |                                         |                                                                 |
| 第1回 （2012年） | 受賞                   | 鳥羽亮     |                                         |                                                                 |
| 第1回 （2012年） | 受賞                   | 鈴木英治   |                                         |                                                                 |
| 第1回 （2012年） | 【作品賞】             |            |                                         |                                                                 |
| 第1回 （2012年） | 受賞                   | 塚本靑史   | 『煬帝』【上下】                        | 2011年1月 日本経済新聞出版社                                    |
| 第1回 （2012年） | 受賞                   | 諸田玲子   | 『四十八人目の忠臣』                    | 2011年10月 毎日新聞社                                           |
| 第1回 （2012年） | 【実績功労賞】         |            |                                         |                                                                 |
| 第1回 （2012年） | 受賞                   | 山本一力   |                                         |                                                                 |
| 第1回 （2012年） | 受賞                   | 岳真也     |                                         |                                                                 |
| 第1回 （2012年） | 【特別功労賞】         |            |                                         |                                                                 |
| 第1回 （2012年） | 受賞                   | 津本陽     |                                         |                                                                 |
| 第2回 （2013年） | 【新人賞】             | 【新人賞】 | 【新人賞】                              | 【新人賞】                                                      |
| 第2回 （2013年） | 受賞                   | 仁志耕一郎 | 『無名の虎』                            | 2012年11月 朝日新聞出版                                         |
| 第2回 （2013年） | 受賞                   | 仁志耕一郎 | 『玉兎の望』                            | 2012年11月 講談社                                               |
| 第2回 （2013年） | 【シリーズ賞】         |            |                                         |                                                                 |
| 第2回 （2013年） | 受賞                   | 藤原緋沙子 | 〈隅田川御用帳〉シリーズ                | 2002年12月 - 廣済堂文庫                                         |
| 第2回 （2013年） | 【作品賞】             |            |                                         |                                                                 |
| 第2回 （2013年） | 受賞                   | 伊東潤     | 『義烈千秋 天狗党西へ』                 | 2012年1月 新潮社                                                |
| 第2回 （2013年） | 受賞                   | 帚木蓬生   | 『日御子』                              | 2012年6月 講談社                                                |
| 第2回 （2013年） | 【実績功労賞】         |            |                                         |                                                                 |
| 第2回 （2013年） | 受賞                   | 高橋克彦   |                                         |                                                                 |
| 第2回 （2013年） | 【特別功労賞】         |            |                                         |                                                                 |
| 第2回 （2013年） | 受賞                   | 北原亞以子 |                                         |                                                                 |
| 第3回 （2014年） | 【新人賞】             | 【新人賞】 | 【新人賞】                              | 【新人賞】                                                      |
| 第3回 （2014年） | 受賞                   | 吉来駿作   | 『火男』                                | 2013年12月 朝日新聞出版                                         |
| 第3回 （2014年） | 候補                   | 篠原悠希   | 『天涯の楽土』                          | 2013年8月 角川書店                                              |
| 第3回 （2014年） | 候補                   | 三吉眞一郎 | 『翳りの城』                            | 2013年11月 竹書房                                               |
| 第3回 （2014年） | 候補                   | 中得一美   | 『嫁の心得』                            | 2013年9月 リンダブックス                                        |
| 第3回 （2014年） | 候補                   | 篠原景     | 『柳うら屋奇々怪々譚』                  | 2013年5月 廣済堂モノノケ文庫                                    |
| 第3回 （2014年） | 【シリーズ賞】         |            |                                         |                                                                 |
| 第3回 （2014年） | 受賞                   | 上田秀人   | 〈奥右筆秘帳〉シリーズ                  | 2007年9月 - 講談社文庫                                          |
| 第3回 （2014年） | 受賞                   | 平谷美樹   | 〈風の王国〉シリーズ                    | 2012年4月 - 2013年10月 ハルキ時代小説文庫                       |
| 第3回 （2014年） | 【作品賞】             |            |                                         |                                                                 |
| 第3回 （2014年） | 受賞                   | 梓澤要     | 『捨ててこそ空也』                      | 2013年8月 新潮社                                                |
| 第3回 （2014年） | 候補                   | 門井慶喜   | 『シュンスケ！』                        | 2013年3月 角川書店                                              |
| 第3回 （2014年） | 候補                   | 門井慶喜   | 『かまさん』                            | 2013年5月 祥伝社                                                |
| 第3回 （2014年） | 候補                   | 澤田瞳子   | 『日輪の賦』                            | 2013年3月 幻冬舎                                                |
| 第3回 （2014年） | 候補                   | 犬飼六岐   | 『騙し絵』                              | 2013年10月 祥伝社                                               |
| 第3回 （2014年） | 【実績功労賞】         |            |                                         |                                                                 |
| 第3回 （2014年） | 受賞                   | 南原幹雄   |                                         |                                                                 |
| 第4回 （2015年） | 【新人賞】             | 【新人賞】 | 【新人賞】                              | 【新人賞】                                                      |
| 第4回 （2015年） | 受賞                   | 木下昌輝   | 『宇喜多の捨て嫁』                      | 2014年10月 文藝春秋                                             |
| 第4回 （2015年） | 候補                   | 新城カズマ | 『島津戦記』                            | 2014年9月 新潮社                                                |
| 第4回 （2015年） | 候補                   | 土橋章宏   | 『幕末まらそん侍』                      | 2014年7月 角川春樹事務所                                        |
| 第4回 （2015年） | 候補                   | 中島久枝   | 『日乃出が走る 浜風屋菓子話』           | 2014年6月 ポプラ文庫                                            |
| 第4回 （2015年） | 候補                   | 簑輪諒     | 『うつろ屋軍師』                        | 2014年8月 学研パブリッシング                                    |
| 第4回 （2015年） | 【シリーズ賞】         |            |                                         |                                                                 |
| 第4回 （2015年） | 受賞                   | 今井絵美子 | 〈立場茶屋おりき〉シリーズ              | 2006年11月 - ハルキ時代小説文庫                                 |
| 第4回 （2015年） | 受賞                   | 風野真知雄 | 〈耳袋秘帖〉シリーズ                    | 2010年1月 - 文春文庫                                            |
| 第4回 （2015年） | 【作品賞】             |            |                                         |                                                                 |
| 第4回 （2015年） | 受賞                   | 中島京子   | 『かたづの！』                          | 2014年8月 集英社                                                |
| 第4回 （2015年） | 受賞                   | 宮本昌孝   | 『乱丸』【上下】                        | 2014年1月 徳間書店                                              |
| 第4回 （2015年） | 候補                   | 奥山景布子 | 『太閤の能楽師』                        | 2014年6月 中央公論新社                                          |
| 第4回 （2015年） | 候補                   | 熊谷敬太郎 | 『華舫』                                | 2014年10月 NHK出版                                              |
| 第4回 （2015年） | 候補                   | 吉川永青   | 『誉れの赤』                            | 2014年6月 講談社                                                |
| 第4回 （2015年） | 【実績功労賞】         |            |                                         |                                                                 |
| 第4回 （2015年） | 受賞                   | 中村彰彦   |                                         |                                                                 |
| 第5回 （2016年） | 【新人賞】             | 【新人賞】 | 【新人賞】                              | 【新人賞】                                                      |
| 第5回 （2016年） | 受賞                   | 片山洋一   | 『大坂誕生』                            | 2015年3月 朝日新聞出版                                          |
| 第5回 （2016年） | 受賞                   | 松永弘高   | 『決戦！熊本城 肥後加藤家改易始末』     | 2015年3月 朝日新聞出版                                          |
| 第5回 （2016年） | 文庫新人賞             | 新美健     | 『明治剣狼伝 西郷暗殺指令』             | 2015年12月 ハルキ時代小説文庫                                   |
| 第5回 （2016年） | 候補                   | 霧島兵庫   | 『甲州赤鬼伝』                          | 2015年9月 学研パブリッシング                                    |
| 第5回 （2016年） | 候補                   | 志野靖史   | 『信長の肖像』                          | 2015年12月 朝日新聞出版                                         |
| 第5回 （2016年） | 【シリーズ賞】         |            |                                         |                                                                 |
| 第5回 （2016年） | 受賞                   | 井川香四郎 | 〈神楽坂咲花堂〉シリーズ                | 2005年9月 - 祥伝社文庫                                          |
| 第5回 （2016年） | 受賞                   | 井川香四郎 | 〈もんなか紋三捕物帳〉シリーズ          | 2005年3月 - 徳間文庫等                                          |
| 第5回 （2016年） | 受賞                   | 辻堂魁     | 〈風の市兵衛〉シリーズ                  | 2010年3月 - 祥伝社文庫                                          |
| 第5回 （2016年） | 【作品賞】             |            |                                         |                                                                 |
| 第5回 （2016年） | 受賞                   | 梶よう子   | 『ヨイ豊』                              | 2015年10月 講談社                                               |
| 第5回 （2016年） | 受賞                   | 澤田瞳子   | 『若冲』                                | 2015年4月 文藝春秋                                              |
| 第5回 （2016年） | 候補                   | 今井絵美子 | 『綺良のさくら』                        | 2015年8月 角川春樹事務所                                        |
| 第5回 （2016年） | 候補                   | 西條奈加   | 『ごんたくれ』                          | 2015年4月 光文社                                                |
| 第5回 （2016年） | 候補                   | 藤原緋沙子 | 『番神の梅』                            | 2015年10月 徳間書店                                             |
| 第5回 （2016年） | 候補                   | 村木嵐     | 『頂上至極』                            | 2015年10月 幻冬舎                                               |
| 第5回 （2016年） | 【実績功労賞】         |            |                                         |                                                                 |
| 第5回 （2016年） | 受賞                   | 安部龍太郎 |                                         |                                                                 |
| 第5回 （2016年） | 【特別功労賞】         |            |                                         |                                                                 |
| 第5回 （2016年） | 受賞                   | 加賀乙彦   |                                         |                                                                 |
| 第6回 （2017年） | 【新人賞】             | 【新人賞】 | 【新人賞】                              | 【新人賞】                                                      |
| 第6回 （2017年） | 受賞                   | 経塚丸雄   | 『旗本金融道（一） 銭が情けの新次郎』   | 2016年7月 双葉社                                                |
| 第6回 （2017年） | 受賞                   | 坂井希久子 | 『ほかほか蕗ご飯 居酒屋ぜんや』         | 2016年6月 ハルキ時代小説文庫                                    |
| 第6回 （2017年） | 候補                   | 木村忠啓   | 『慶応三年の水練侍』                    | 2016年12月 朝日新聞出版                                         |
| 第6回 （2017年） | 候補                   | 橘沙羅     | 『横濱つんてんらいら』                  | 2016年9月 角川春樹事務所                                        |
| 第6回 （2017年） | 候補                   | 有馬美季子 | 『縄のれん福寿 細腕お園美味草紙』       | 2016年11月 祥伝社文庫                                           |
| 第6回 （2017年） | 候補                   | 西本雄治   | 『やっとうの神と新米剣客』              | 2016年7月 招き猫文庫                                            |
| 第6回 （2017年） | 【シリーズ賞】         |            |                                         |                                                                 |
| 第6回 （2017年） | 受賞                   | 早見俊     | 〈居眠り同心 影御用〉シリーズ           | 2010年3月 - 二見時代小説文庫                                    |
| 第6回 （2017年） | 受賞                   | 早見俊     | 〈佃島用心棒日誌〉シリーズ              | 2015年3月 - 角川文庫等                                          |
| 第6回 （2017年） | 受賞                   | 篠綾子     | 〈更紗屋おりん雛形帖〉シリーズ          | 2014年7月 - 文春文庫                                            |
| 第6回 （2017年） | 【作品賞】             |            |                                         |                                                                 |
| 第6回 （2017年） | 受賞                   | 荒山徹     | 『白村江』                              | 2016年12月 PHP研究所                                            |
| 第6回 （2017年） | 候補                   | 門井慶喜   | 『家康、江戸を建てる』                  | 2016年2月 祥伝社                                                |
| 第6回 （2017年） | 候補                   | 木下昌輝   | 『戦国24時 さいごの刻』                 | 2016年9月 光文社                                                |
| 第6回 （2017年） | 候補                   | 熊谷敬太郎 | 『吼えよ 江戸象』                       | 2016年2月 NHK出版                                               |
| 第6回 （2017年） | 候補                   | 好村兼一   | 『いのち買うてくれ』                    | 2016年5月 徳間書店                                              |
| 第6回 （2017年） | 【特別功労賞】         |            |                                         |                                                                 |
| 第6回 （2017年） | 受賞                   | 北方謙三   | 「大水滸伝」シリーズ                    | 1999年 -2015年 集英社                                           |
| 第7回 （2018年） | 【新人賞】             | 【新人賞】 | 【新人賞】                              | 【新人賞】                                                      |
| 第7回 （2018年） | 受賞                   | 武川佑     | 『虎の牙』                              | 2017年10月 講談社                                               |
| 第7回 （2018年） | 候補                   | 泉ゆたか   | 『お師匠さま、整いました！』            | 2017年1月 講談社                                                |
| 第7回 （2018年） | 候補                   | 佐藤巖太郎 | 『会津執権の栄誉』                      | 2017年4月 文藝春秋                                              |
| 第7回 （2018年） | 候補                   | 谷治宇     | 『さなとりょう』                        | 2017年3月 太田出版                                              |
| 第7回 （2018年） | 【文庫書下ろし新人賞】 |            |                                         |                                                                 |
| 第7回 （2018年） | 受賞                   | 今村翔吾   | 『火喰鳥 羽州ぼろ鳶組』                 | 2017年3月 祥伝社／祥伝社文庫                                    |
| 第7回 （2018年） | 候補                   | 三好昌子   | 『京の縁結び 縁見屋の娘』               | 2017年3月 宝島社／宝島社文庫                                    |
| 第7回 （2018年） | 候補                   | さとみ桜   | 『明治あやかし新聞 怠惰な記者の裏稼業』 | 2017年3月 KADOKAWA／メディアワークス文庫                        |
| 第7回 （2018年） | 【シリーズ賞】         |            |                                         |                                                                 |
| 第7回 （2018年） | 受賞                   | 千野隆司   | 《おれは一万石》シリーズ                | 2017年9月～ 双葉社／双葉文庫                                    |
| 第7回 （2018年） | 受賞                   | 千野隆司   | 《長谷川平蔵人足寄場》シリーズ          | 2016年10月～ 小学館／小学館文庫                                 |
| 第7回 （2018年） | 受賞                   | 中島要     | 《着物始末暦》シリーズ                  | 2012年11月～ 角川春樹事務所／ハルキ文庫時代小説文庫             |
| 第7回 （2018年） | 【作品賞】             |            |                                         |                                                                 |
| 第7回 （2018年） | 受賞                   | 浮穴みみ   | 『鳳凰の船』                            | 2017年8月 双葉社                                                |
| 第7回 （2018年） | 受賞                   | 谷津矢車   | 『おもちゃ絵芳藤』                      | 2017年4月 文藝春秋                                              |
| 第7回 （2018年） | 候補                   | 天野純希   | 『燕雀の夢』                            | 2017年2月 KADOKAWA                                              |
| 第7回 （2018年） | 候補                   | 武内涼     | 『駒姫 三条河原異聞』                   | 2017年1月 新潮社                                                |
| 第7回 （2018年） | 候補                   | 簑輪諒     | 『最低の軍師』                          | 2017年9月 祥伝社／祥伝社文庫                                    |
| 第7回 （2018年） | 【特別功労賞】         |            |                                         |                                                                 |
| 第7回 （2018年） | 受賞                   | 林真理子   | 『西郷どん！』                          | 2017年11月 KADOKAWA刊（上製版 前編・後編）（並製版 上・中・下） |

### 歴代選考委員
- 秋山駿（第1回 - 2回）
- 雨宮由希夫（第3回 - ）
- 加藤淳（第1回 - ）
- 菊池仁（第1回 - ）
- 末國善己（第1回 - 3回）
- 細谷正充（第1回 - ）
- 三田誠広（第3回 - ）
- 森川雅美（第1回 - ）
- 與坂則之（第1回 - 2回）